# گورسفید (گیلانغرب)
گورسفید (گیلانغرب) یا گورسفید نامدار، روستایی از توابع بخش مرکزی شهرستان گیلانغرب در استان کرمانشاه ایران است.
این دهستان در محل تلاقی جاده‌های گیلانغرب و سرپلذهاب و قصرشیرین واقع است.
ساکنین این دهستان از ایل کلهر و عمده جمعیت آن از طایفه گیلانی کلهر است. البته از سایر طوایف همچون ایوانی کلهر، زرگوش و… در آن سکونت دارند که همگی به زبان کوردی کلهری تکلم دارند و شغل اکثریت آنها کشاورزی است. این روستا و اراضی مجاور آن متعلق به یکی از بزرگان و مَلاکان کلهر به نام نامدار بیگ فتاحی از دودمان دارا بیگ از طایفه گیلانی کلهر بوده که این طایفه یکی از ۷ طایفه اصلی تشکیل دهنده ایل کلهر است. پیش از انقلاب سفید و اصلاحات ارضی، علیمراد خان فرزند نامدار بیگ قسمتی از این اراضی را به مردم روستای خود وقف کرد.

## جمعیت
این روستا در دهستان حومه قرار دارد و بر اساس سرشماری مرکز آمار ایران در سال ۱۳۸۵، جمعیت آن ۸۱۱ نفر (۱۸۱خانوار) بوده است.